# Soldier of Love
Soldier of Love är den engelska gruppen Sades sjätte studioalbum, utgivet 10 februari 2010. 
Albumet är producerat av Sade tillsammans med Mike Pela. Skivan är det första studioalbumet sedan Lovers Rock (2000), ett album som belönades med en Grammy Award för "Best Pop Vocal".

## Låtlista
1. The Moon And The Sky
2. Soldier of Love
3. Morning Bird
4. Babyfather
5. Long Hard Road
6. Be That Easy
7. Bring Me Home
8. In Another Time
9. Skin
10. The Safest Place

## Singlar
Sade har släppt en singel från detta album, "Soldier Of Love".